# Zachary Breaux
Pour les articles homonymes, voir Breaux.
Zachary Breaux (1960-1997) est un guitariste américain de jazz, influencé par George Benson et Wes Montgomery et surtout célèbre pour son œuvre soul jazz. Il a joué avec de grands noms du jazz tout au long de sa carrière, parmi lesquels Roy Ayers, Stanley Turrentine, Jack McDuff, Lonnie Liston Smith, Dee Dee Bridgewater et Donald Byrd.

## Biographie
Zachary Breaux est né le 26 juin 1960 à Port Arthur, au Texas. Il a commencé à jouer de la guitare à l'âge de 9 ans et après avoir été diplômé de la Lincoln High School, il a étudié la composition musicale à l'Université du Texas du Nord. En 1984, il a déménagé pour New York, où il a passé 6 ans dans le groupe du vibraphoniste Roy Ayers. Il est mort le 20 février 1997 à l'âge de 36 ans alors qu'il passait ses vacances à Miami Beach. Il essayait de sauver la vie d'une nageuse, Evgenia Poleyeff, prise dans une baïne.

## Discographie
- Groovin' (1992, NYC Records)
- Laid Back (1994, NYC Records)
- Uptown Groove (1997, Zebra Records (en))